# سیارک ۵۳۶۵
سیارک ۵۳۶۵ (به انگلیسی: 5365 Fievez، نامگذاری:1981EN1) پنج هزار و سیصد و شصت و پنجمین سیارک کشف شده‌است که در ۷ مارس ۱۹۸۱ کشف شد.
قدر مطلق سیارک برابر ۱۴٫۲۰ است.